# منتخب بيلاروس تحت 21 سنة لكرة القدم
منتخب بيلاروسيا تحت 21 سنة لكرة القدم هو الممثل الرسمي لبيلاروسيا في بطولات كرة القدم تحت 21 سنة. يشارك الفريق في بطولة أوروبا تحت 21 لكرة القدم التي تقام كل عامين.